# Palma de Gandía
Palma de Gandía (em castelhano) ou Palma de Gandia (em valenciano) é um município da Espanha na província de Valência, Comunidade Valenciana. Tem 14 km² de área e em 2021 tinha 1 660 habitantes (densidade: 118,6 hab./km²).

## Demografia
| Variação demográfica do município entre 1991 e 2004 | Variação demográfica do município entre 1991 e 2004 | Variação demográfica do município entre 1991 e 2004 | Variação demográfica do município entre 1991 e 2004 |
| --------------------------------------------------- | --------------------------------------------------- | --------------------------------------------------- | --------------------------------------------------- |
| 1991                                                | 1996                                                | 2001                                                | 2004                                                |
| 1517                                                | 1534                                                | 1586                                                | 1655                                                |